# Katy és az idegenek
A Katy és az idegenek (eredeti cím spanyolul: Katy, Kiki y Koko, angolul: Katy Meets the Aliens) 1987-ben bemutatott mexikói–spanyol rajzfilm, amely Katy, a hernyó című mozifilm folytatása. A mozifilm a Moro Creativos Asociados gyártásában készült, a Televicine S.A. de C.V. forgalmazásában jelent meg. 
Mexikóban 1988-ban mutatták be a mozikban, Magyarországon 1995. április 30-án az MTV2-n vetítették le a televízióban.

## Szereplők
| Szereplő          | Eredeti hang      | Magyar hang    | Leírás                                           |
| ----------------- | ----------------- | -------------- | ------------------------------------------------ |
| Katy, a pillangó  | Rocío Garcel      | Csere Ágnes    | Az elbűvölő pillangó, aki hernyó volt.           |
| Kiki              | Fernanda Morales  | Fazekas Zsuzsa | A fiatalabbik hernyó lánytestvér, Katy lánya.    |
| Koko              | Diana Santos      | Bíró Anikó     | Az idősebbik hernyó fiútestvér, Katy fia.        |
| Gilbert           | Alejandro Villeli | Harsányi Gábor | Az öreg egér, Katy régi barátja.                 |
| Arnold            | Nando Estevante   | Boros Zoltán   | A szemüveges egér, Gilbert értelmes és okos fia. |
| Rosetta, a mókus  | Velia Velgar      | ?              | A koros nősténymókus, Katy barátnője.            |
| Bagoly professzor | Gerarso Moscoso   | Beregi Péter   | A bölcs tudós bagoly az erdőben.                 |
| Gracko            | Luis de León      | Jakab Csaba    | A sólyom.                                        |
| W                 | Eduardo Liñán     | ?              | A rózsaszín szemű űrlény.                        |
| X                 | Esteban Siller    | ?              | A zöld szemű űrlény, az űrlények küldötte.       |
| Y                 | Carlos De Pavia   | ?              | A sárga szemű űrlény.                            |
| Z                 | Paco Reséndez     | ?              | A kék szemű űrlény.                              |
| Hangya vezér      | Carmen Donna-Dío  | ?              |                                                  |
| Narrátor          | Luis Puente       | ?              | –                                                |

## Televíziós megjelenések
TV-2 